# Pío Oswaldo Cueva
Pío Oswaldo Cueva Puertas es un político ecuatoriano.

## Trayectoria pública
Inició su vida política como defensor del gobierno del presidente Camilo Ponce Enríquez en la provincia de Loja. Entre 1960 y 1968 fue diputado independiente, afiliándose al finalizar su periodo al Partido Conservador Ecuatoriano.
Para las elecciones legislativas de 1979 fue elegido diputado nacional en representación de la provincia de Loja por el Partido Conservador Ecuatoriano. Durante este periodo es recordado por la herida de bala que recibió al intentar calmar un pleito entre los diputados Otto Arosemena Gómez  y Pablo Dávalos Dillon durante el debate del proyecto de Ley de la Jubilación de la Mujer a los 25 años de servicio. Arosemena Gómez fue condenado a un mes de prisión por el hecho.
Durante el gobierno de Rodrigo Borja Cevallos fue embajador de Ecuador en Panamá.
En las elecciones legislativas de 1994 fue elegido diputado nacional en representación de Loja por el Partido Social Cristiano. En las elecciones de 1996 fue reelecto al cargo por el mismo partido.

## Reconocimientos
En septiembre de 2016 la prefectura de Loja le entregó la Condecoración "Benjamín Carrión" como reconocimiento a su labor legislativa en favor de la provincia, que incluyó leyes a favor de la entrega de recursos para proyectos de riego y la creación de la Orquesta Sinfónica de Loja.